# لاولند پارک (اوهایو)
لاولند پارک (به انگلیسی: Loveland Park) یک منطقهٔ مسکونی در ایالات متحده آمریکا است که در اوهایو واقع شده‌است. لاولند پارک ۳٫۱ کیلومتر مربع مساحت و ۱٬۵۲۳ نفر جمعیت دارد و ۲۲۲ متر بالاتر از سطح دریا واقع شده‌است.